# Gnophos porphyratus
Gnophos porphyratus là một loài bướm đêm trong họ Geometridae.